# Colonia di Red River

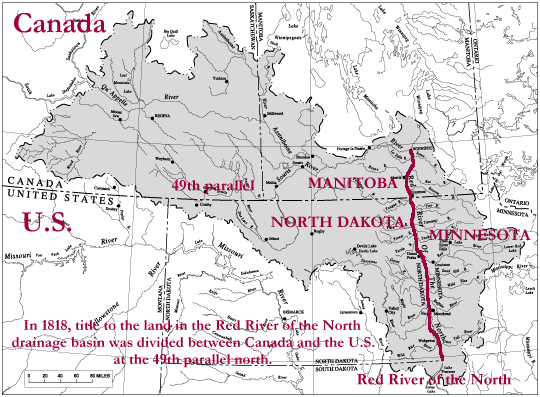
Cartina della Colonia di Red River

La Colonia di Red River (in inglese anche Selkirk Settlement) fu un progetto coloniale voluto da Thomas Douglas, V conte di Selkirk, nel 1811. Il territorio, di 300.000 km², gli fu concesso dalla Compagnia della Baia di Hudson.
Il progetto, che prevedeva la costituzione di una colonia di tipo agricolo, pur non avendo successo, costituì la base nell'Ottocento per la formazione dell'odierna provincia canadese del Manitoba.